# Salmo 113

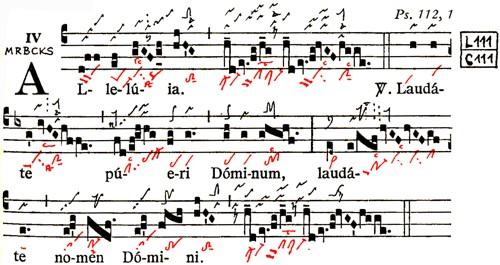
Inicio del «Aleluya» en el Graduale Triplex, 1979

El salmo 113  es, según la numeración hebrea, el centésimo decimotercer salmo del Libro de los salmos de la Biblia. Corresponde al salmo 112 según la numeración de la Biblia Septuaginta griega, empleada también en la Vulgata latina. Por este motivo, recogiendo la doble numeración, a este salmo también se le refiere como el salmo 113 (112).
Es también conocido como Laudate pueri que son las palabras iniciales en latín. Es el primero de los seis salmos que componen el Hallel, texto que los judíos empleaban en las celebraciones, en particular en la cena pascual. Es un himno a la grandeza de Dios y a su providencia sobre los pobres y desfavorecidos. Además, este Salmo 112 comparte con el 111 la característica peculiar de seguir un orden alfabético en el original hebreo de sus versos. Como el resto de los Salmos, el Laudate pueri se concluye en el rito romano con una doxología trinitaria (Gloria Patri, habitualmente).
Aunque el texto ha sido tratado por varios autores de épocas diversas, como Antonio Vivaldi o Pergolesi, destaca el arreglo musical creado por Claudio Monteverdi para su obra Vespro della Beata Vergine, de 1610.

## Texto
La siguiente tabla muestra el texto en hebreo del Salmo con vocales, junto con el texto en griego koiné de la Septuaginta y la traducción al español de la Biblia del Rey Jacobo. Tenga en cuenta que el significado puede diferir ligeramente entre estas versiones, ya que la Septuaginta y el texto masorético provienen de tradiciones textuales diferentes. En la Septuaginta, este salmo está numerado como Salmo 112.
| # | Hebreo                                    | Español                                                                                       | Griego                                                             |
| - | ----------------------------------------- | --------------------------------------------------------------------------------------------- | ------------------------------------------------------------------ |
| 1 | הַ֥לְלוּ־יָ֨הּ ׀ הַ֭לְלוּ עַבְדֵ֣י יְהֹוָ֑ה הַֽ֝לְל֗וּ אֶת־שֵׁ֥ם יְהֹוָֽה׃ | Alabad al Señor. Alabad, siervos del Señor, alabad el nombre del Señor.                       | ᾿Αλληλούϊα. - ΑΙΝΕΙΤΕ, παῖδες, Κύριον, αἰνεῖτε τὸ ὄνομα Κυρίου·    |
| 2 | יְהִ֤י שֵׁ֣ם יְהֹוָ֣ה מְבֹרָ֑ךְ מֵ֝עַתָּ֗ה וְעַד־עוֹלָֽם׃           | Bendito sea el nombre del Señor desde ahora y para siempre.                                   | εἴη τὸ ὄνομα Κυρίου εὐλογημένον ἀπὸ τοῦ νῦν καὶ ἕως τοῦ αἰῶνος.    |
| 3 | מִמִּזְרַח־שֶׁ֥מֶשׁ עַד־מְבוֹא֑וֹ מְ֝הֻלָּ֗ל שֵׁ֣ם יְהֹוָֽה׃          | Desde la salida del sol hasta su ocaso, sea alabado el nombre del Señor.                      | ἀπὸ ἀνατολῶν ἡλίου μέχρι δυσμῶν αἰνετὸν τὸ ὄνομα Κυρίου.           |
| 4 | רָ֖ם עַל־כׇּל־גּוֹיִ֥ם ׀ יְהֹוָ֑ה עַ֖ל הַשָּׁמַ֣יִם כְּבוֹדֽוֹ׃      | El Señor está por encima de todas las naciones, y su gloria está por encima de los cielos.    | ὑψηλὸς ἐπὶ πάντα τὰ ἔθνη ὁ Κύριος, ἐπὶ τοὺς οὐρανοὺς ἡ δόξα αὐτοῦ. |
| 5 | מִ֭י כַּיהֹוָ֣ה אֱלֹהֵ֑ינוּ הַֽמַּגְבִּיהִ֥י לָשָֽׁבֶת              | ¿Quién como el Señor nuestro Dios, que habita en las alturas?                                 | τίς ὡς Κύριος ὁ Θεὸς ἡμῶν; ὁ ἐν ὑψηλοῖς κατοικῶν                   |
| 6 | הַֽמַּשְׁפִּילִ֥י לִרְא֑וֹת בַּשָּׁמַ֥יִם וּבָאָֽרֶץ׃                | ¡Quien se humilla para contemplar las cosas que están en los cielos y en la tierra!           | καὶ τὰ ταπεινὰ ἐφορῶν ἐν τῷ οὐρανῷ καὶ ἐν τῇ γῇ,                   |
| 7 | מְקִ֥ימִ֣י מֵעָפָ֣ר דָּ֑ל מֵ֝אַשְׁפֹּ֗ת יָרִ֥ים אֶבְיֽוֹן׃           | Él levanta del polvo al pobre, y del estercolero levanta al necesitado;                       | ὁ ἐγείρων ἀπὸ γῆς πτωχὸν καὶ ἀπὸ κοπρίας ἀνυψῶν πένητα             |
| 8 | לְהוֹשִׁיבִ֥י עִם־נְדִיבִ֑ים עִ֝֗ם נְדִיבֵ֥י עַמּֽוֹ׃           | Para que lo ponga con los príncipes, con los príncipes de su pueblo.                          | τοῦ καθίσαι αὐτὸν μετὰ ἀρχόντων, μετὰ ἀρχόντων λαοῦ αὐτοῦ·         |
| 9 | מֽוֹשִׁיבִ֨י ׀ עֲקֶ֬רֶת הַבַּ֗יִת אֵֽם־הַבָּנִ֥ים שְׂמֵחָ֗ה הַֽלְלוּ־יָֽהּ׃ | Él hace que la mujer estéril tenga un hogar y sea una madre alegre de hijos. Alabad al Señor. | ὁ κατοικίζων στεῖραν ἐν οἴκῳ, μητέρα ἐπὶ τέκνοις εὐφραινομένην.    |

### Versión Reina-Valera
1. Alabad al Señor. Alabad, siervos del Señor, alabad el nombre del Señor.
2. Bendito sea el nombre del Señor desde ahora y para siempre.
3. Desde el nacimiento del sol hasta su ocaso, sea alabado el nombre del Señor.
4. El Señor está por encima de todas las naciones, y su gloria por encima de los cielos.
5. ¿Quién es como el Señor nuestro Dios, que habita en las alturas,
6. que se humilla a sí mismo para contemplar las cosas que están en el cielo y en la tierra?
7. Él levanta al pobre del polvo y levanta al necesitado del muladar;
8. Para que pueda sentarlo con príncipes, incluso con los príncipes de su pueblo.
9. Él hace que la mujer estéril mantenga su hogar y sea una madre alegre de niños. Alabado sea el Señor.

## Comentarios

### De la Iglesia católica

#### A todo el salmo
Este salmo resalta que Dios actúa con mayor generosidad que incluso el hombre justo, especialmente con los pobres, porque su poder no tiene límites (Sal 113,4). Inicia con una llamada a alabar el Nombre del Señor (vv. 1-3) y, tras reconocer su gloria suprema por encima de los cielos (v. 4), expresa asombro —por medio de una extensa pregunta retórica— ante el hecho de que Dios se digne mirar a los humildes, elevando a los pobres y dando fecundidad a las estériles (vv. 5-9). Esta alabanza fue acogida por la Virgen María, la sierva del Señor, quien, tras el anuncio del ángel, reconoció en su Magnificat que Dios enaltece a los humildes.

#### A los versículos 1-3
La mención del «Nombre» en estos versículos subraya la importancia de la misericordia que Dios ha mostrado a su pueblo. Este «Nombre» no es solo un título, sino expresión de su presencia fiel y compasiva. Por eso, el salmo insiste en que Dios merece una alabanza sin fin (v. 2) y que esta debe extenderse a toda la tierra (v. 3), reflejando el alcance eterno y universal de su misericordia.

Entre todas las palabras de la Revelación hay una, singular, que es la revelación de su Nombre. Dios confía su Nombre a los que creen en Él; se revela a ellos en su misterio personal. El don del Nombre pertenece al orden de la confidencia y la intimidad. “El nombre del Señor es santo”. Por eso el hombre no puede usar mal de él. Lo debe guardar en la memoria en un silencio de adoración amorosa (cfr Za 2,17). No lo empleará en sus propias palabras sino para bendecirlo, alabarlo y glorificarlo.

#### A los versículos 5-9
Lo más sorprendente del salmo es que el Dios de Israel, «nuestro Dios», siendo absolutamente trascendente —«se sienta en las alturas» (v. 5)—, no permanece distante, sino que se inclina y se ocupa de todos (v. 6). Esta es la afirmación central del himno: el Nombre de Dios revela a un Señor que, desde lo alto, se abaja para exaltar a los más humildes, levantando del polvo al pobre y dando dignidad a quien carece de ella (vv. 7-9). En estas palabras resuena el cántico de Ana, cuando alabó a Dios por haberle concedido un hijo. El salmo es, al mismo tiempo, un reconocimiento del poder misericordioso de Dios y una invitación a vivir con humildad ante Él:

Dios defiende y libra al humilde; al humilde ama y consuela; al hombre humilde se inclina, al humilde concede gracia, y después de su abatimiento lo levanta a gran honra. Al humilde descubre sus secretos y lo atrae dulcemente a Sí y lo convida. El humilde, recibida la afrenta, está en paz, porque está en Dios y no en el mundo.

## Versículo 1
¡Alabado sea el Señor! o Aleluya
Alabad, siervos del Señor,
¡Alabado sea el nombre del Señor!
En la Edición Americana de Douay-Rheims de 1899, la redacción dice: «Alabad al Señor, hijos: alabad el nombre del Señor», del latín «pueri», que significa literalmente «niños». El escritor metodista Joseph Benson sugiere que hay un énfasis especial en llamar a los levitas a alabar, ya que «están especialmente dedicados a esta obra solemne, y a veces se les llama siervos de Dios, en un sentido especial», junto con un llamado general a la congregación.

## Usos

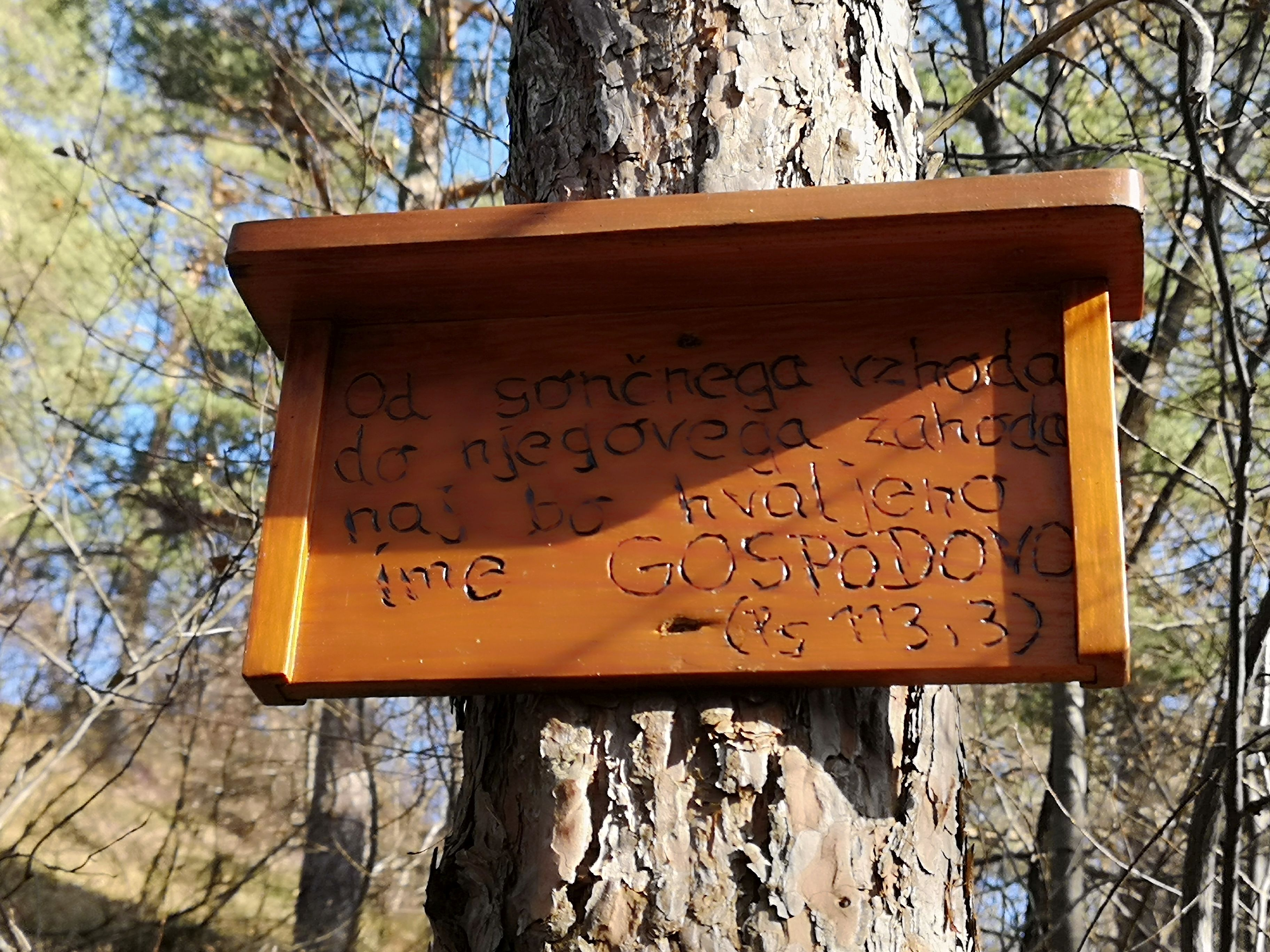
Tablero de madera con el salmo 113:3 en el camino al castillo de Lindek. Texto: «Desde donde sale el sol hasta el ocaso, alabado sea el nombre del Señor».

### Judaísmo
- «Hallel» significa alabanza en hebreo. El Salmo 113 es el primero de seis salmos (113-118) de los que se compone el Hallel. Todos los días en que se recita el Hallel, este salmo se recita en su totalidad. [15]
- Es uno de los llamados Hallel egipcio, llamado así porque el Salmo 114 (uno de los salmos del Hallel, del 113 al 118) se refiere a la salida de Egipto, pero todos los salmos son escritos divinamente inspirados por el rey David.
- El versículo 2 forma parte de Baruj Hashem LeOlam durante Maariv,[16] el mezuman que precede al Birkat Hamazón,[17] se recita al abrir las Hakafot en Simjat Torá,[18] y se encuentra en la repetición de la Amidá Musaf en Rosh Hashaná.[19]
- Los versículos 2-4 son el segundo al cuarto versículo de Yehi Kivod de Pesukei Dezimra.[20]

### Iglesia Católica
El salmo forma parte de las primeras vísperas del tercer domingo en la Liturgia de las horas. Para facilitar la comprensión se le asigna a cada salmo un título en rojo (rúbrica) que no forma parte del salmo. El título del Salmo 113 es Alabado sea el nombre del Señor.

### Libro de Oración Común
En el «Libro de Oración Común» de la Iglesia de Inglaterra, este salmo está destinado a ser leído la mañana del vigésimo tercer día del mes, así como en Vísperas el Día de Pascua.

### Iglesia ortodoxa copta
En el Agpeya, el Libro de Horas de la Iglesia Copta, este salmo se reza en las oficinas de Prima y Nona.

## Acompañamientos musicales
Heinrich Schütz compuso una paráfrasis métrica del Salmo 113 en alemán, «Lobet, ihr Knecht, den Herren», SWV 211, para el Salterio Becker, publicado por primera vez en 1628.
Este salmo se ha puesto música a menudo, ya que es uno de los salmos incluidos en las vísperas, normalmente en latín como Laudate pueri Dominum. Claudio Monteverdi escribió una adaptación en su Vespro della Beata Vergine, publicada en 1610. Mozart puso el texto en sus dos composiciones de vísperas, Vesperae de Dominica, K. 321, y Vesperae solennes de confessore, K. 339.
Los arreglos individuales del salmo incluyen dos de Marc-Antoine Charpentier (H.149, H.203, H.203 a), cinco de Antonio Vivaldi, RV 600-603. Handel la compuso dos veces, una en Fa mayor, que es su autógrafo más antiguo que se conserva y que pudo haber sido escrito ya en 1701/02 en Halle, HWV 236, y una composición en Re mayor en Roma en 1707, HWV 237. Jan Dismas Zelenka escribió dos arreglos, ambos para un solo solista, trompeta y orquesta, ZWV 81 (1729) y ZWV 82 (1725). En 1830, Mendelssohn adaptó el salmo como uno de los 3 motetes para coro femenino y órgano, Op. 39, n.º 2.
En 1863, Bruckner puso en alemán el Salmo 112 ¡Aleluya! Alabad al Señor, siervos suyos, WAB 35.